# Pristomerus tunetanus
Pristomerus tunetanus là một loài tò vò trong họ Ichneumonidae.